# Balkanisering
Balkanisering betecknar generellt uppsplittring av en geostrategisk region i mindre, ömsesidigt fientliga småstater eller autonoma områden, ofta under påverkan av yttre makter och som ett led i en stormaktsrivalitet. Begreppet introducerades av tyska socialister vid tiden runt första världskriget för att beteckna den ryska politiken gentemot Balkan och har aktualiserats efter upplösningen av det tidigare Jugoslavien.
Ordet har även använts för att beskriva en samhällsdebatt då människor aktivt söker sig till viss information som bekräftar de egna verklighetsuppfattningarna.